# Экскрементофилия
Экскрементофили́я (от лат. excrementum — выделение и др.-греч. φιλία — влечение, любовь), также известная как пикаци́зм (от фр. piquant «возбуждающий», «пикантный») — сексуальная девиация, сочетание мазохизма и фетишизма, при котором роль фетишизируемого предмета играют выделения человеческого организма, к числу которых относятся моча, кал, пот, сперма (например, при «игре в снежки»), менструальные выделения, слюна и др. 
Поллюционизм (от лат. pollūtio «осквернение») — одно из типичных проявлений экскрементофилии, проявляющееся стремлением пачкаться выделениями сексуального партнёра с целью возбуждения. К числу возможных проявлений экскрементофилии в литературе относятся куннилингус во время менструации или с женщиной, пренебрегающей правилами гигиены, просьбы во время половых актов плевать в рот, обмен слюной при поцелуе (саливафилия), обнюхивание и лизание потного тела (гигрофилия), подмышек, промежности, ануса, ступней и пальцев ног (сочетается с фут-фетишизмом), различные действия с калом (копрофилия), мочой (писсинг) и т. д.